# Jüdischer Friedhof Remscheid-Bliedinghausen

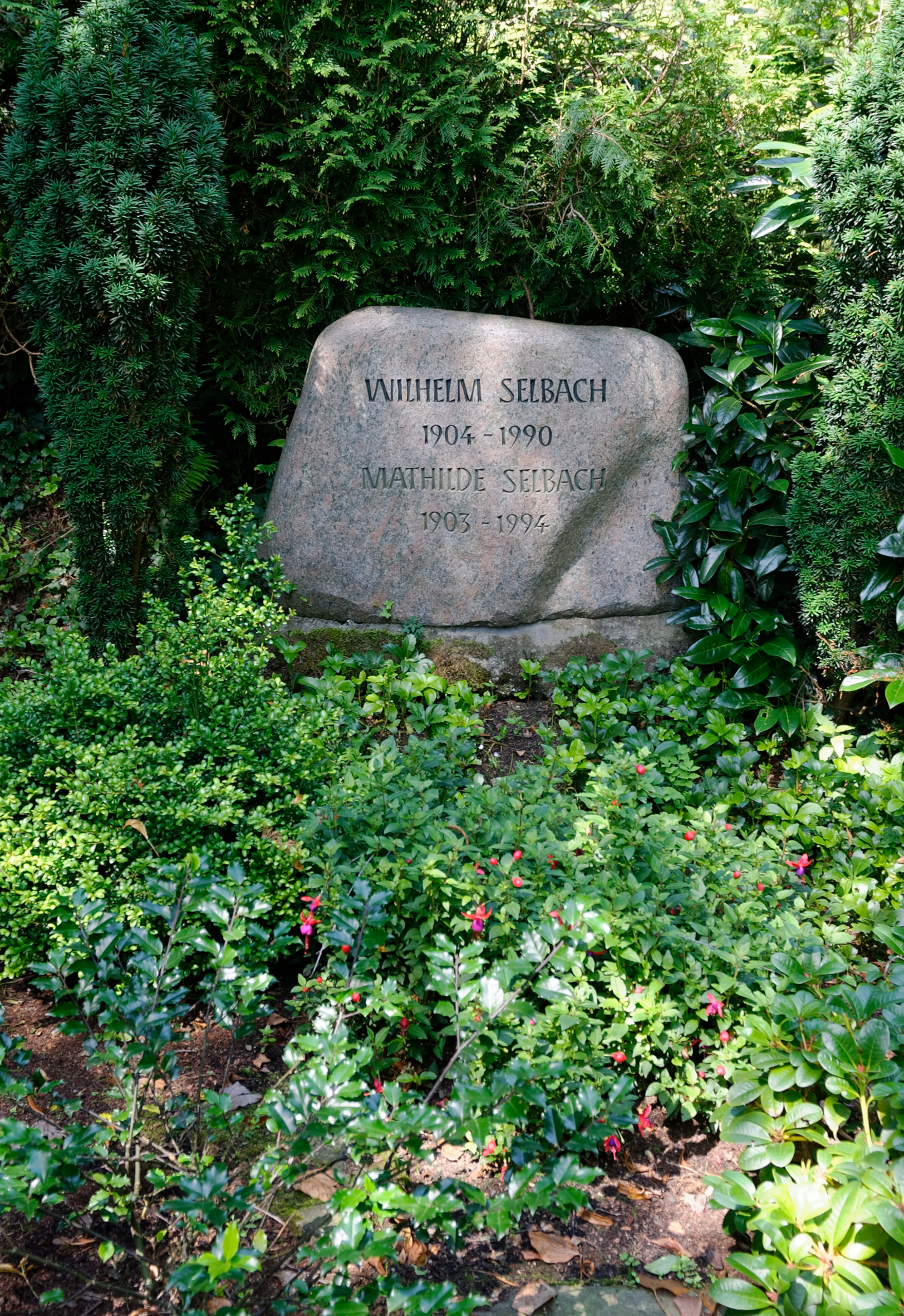
Grabstein Familie Selbach 1994 (letzte Bestattung)

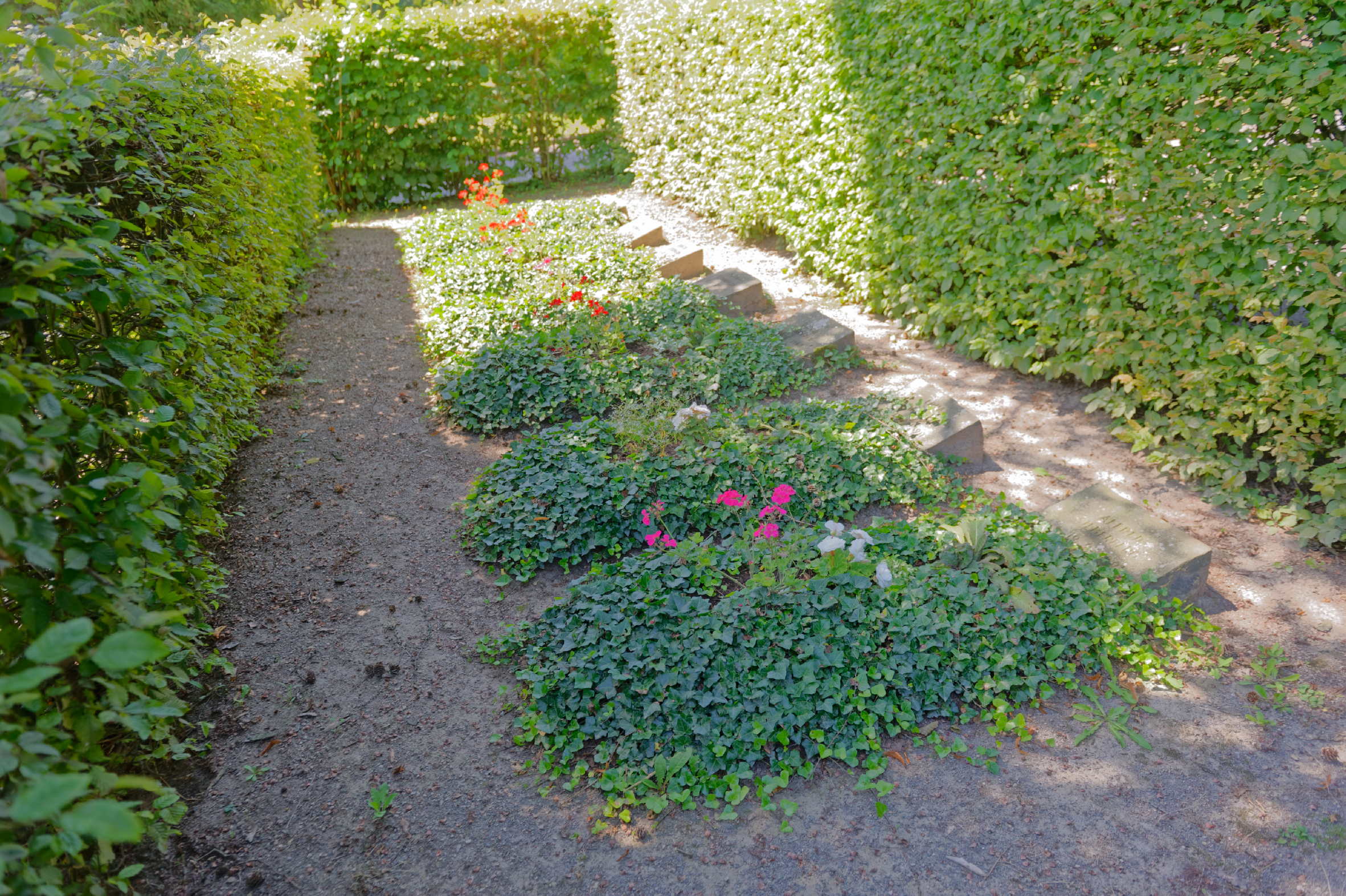
Reihengräber um 1938

Der Jüdische Friedhof Remscheid ist Teil des kommunalen Friedhofes und liegt im Remscheider Stadtteil Bliedinghausen; dieser befindet sich unmittelbar neben dem evangelischen Südfriedhof. Der jüdische Friedhof steht seit dem 14. Februar 2006 mit der Nummer 658 unter Denkmalschutz.

## Geschichte
Erste urkundliche Erwähnung von Juden in Remscheid gibt es seit 1694 bzw. 1763.
Die erste belegte Bestattung eines Juden auf diesem Friedhof wurde 1906 vorgenommen, die letzte 1994.
Auf dem Friedhof selbst wurden nicht alle Juden aus Remscheid bestattet, die besonders frommen Juden wurden auf dem jüdischen Friedhof Köln (Decksteiner Strasse) bestattet. Die Juden der Synagogengemeinde Elberfeld, zu der Remscheid gehörte, wurden auf einem der Wuppertaler jüdischen Friedhöfe beerdigt.
Die meisten Bestattungen fanden in den 1920er Jahren statt, da Reisen zu dieser Zeit immer schwieriger wurde. Die Reihengräber stammen aus der Zeit um 1938. Zu dieser Zeit bestatteten auch orthodoxe Familien dort ihre Verstorbenen. Heute sind ca. 20 Grabsteine noch vorhanden.
Bestattungen sind heute noch möglich im Beisein eines Rabbiners.